# Trenčkot

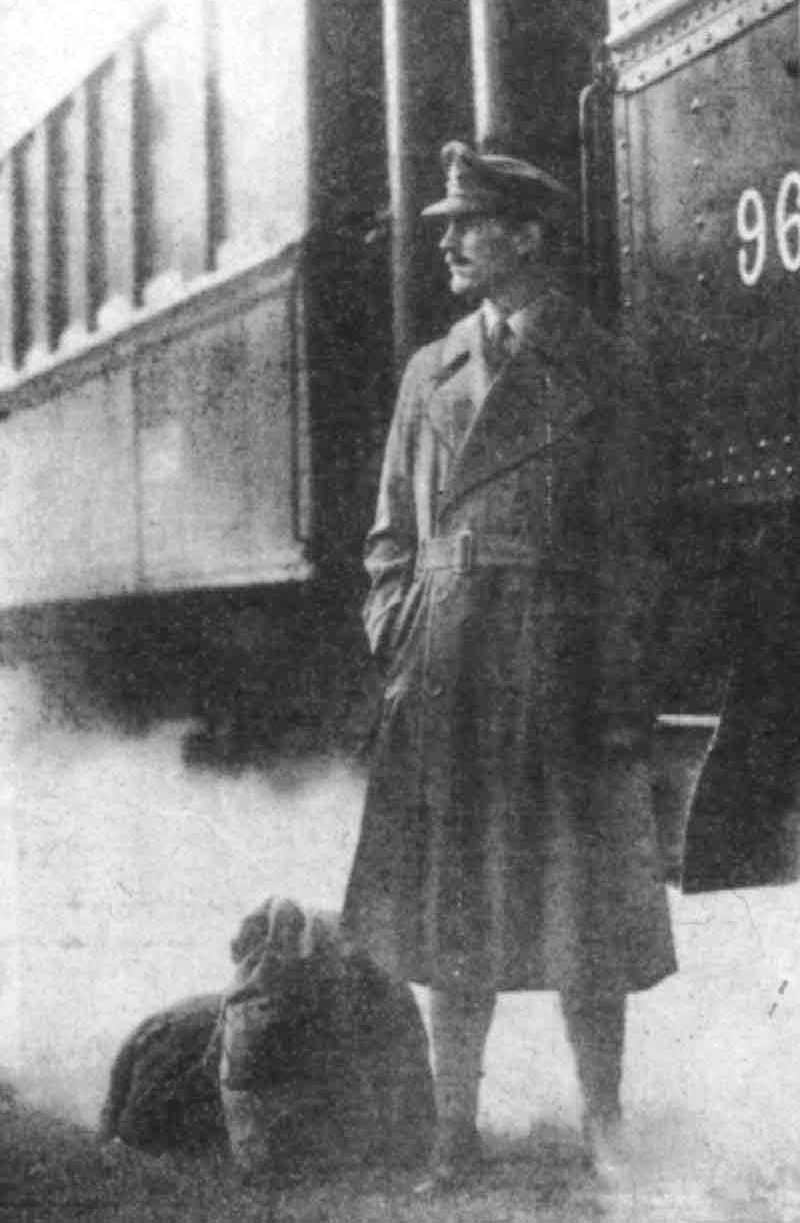
Britský důstojník v první světové válce

Trenčkot (v angličtině Trench coat) je druh svrchního pláště.

## Charakteristika
Trenčkot je druh pláště, obvykle vyráběného z odolné bavlny, popelínu, gabardénu, vlny či kůže. Typickou vlastností je mechanická odolnost tkaniny, nepromokavost, které je dosahováno impregnací příze ještě před jejím zatkáním do látky a s tím spojená paropropustnost. Může mít vyjímatelnou vložku. Délka trenčkotu obvykle dosahuje kolen.

## Historie
Vynalezení trenčkotu si nárokují dvě firmy. První je Aquascutum, která kolem roku 1853 produkovala užitné kabáty pro armádní důstojníky v Krymské válce. S kabáty je spojen příběh dvou britských důstojníků, kteří díky těmto kabátům, které se nelišily od těch užívaných ruskou armádou, pochodovali spolu s nepřítelem, než se mohli vytratit a připojit se ke svým vlastním jednotkám. Firma užívá k dosažení nepromokavosti patentovanou impregnaci vlny. Druhou společností je Burberry, ten dosahuje nepromokavosti použitím patentovaného nepromokavého gabardénu. Právě Thomas Burberry si roku 1901 nechal patentovat vzor trenčkotu a roku 1914 začal dodávat trenčkot pro britské důstojníky. Trenčkoty se po první světové válce rozšířily i mezi civilní obyvatelstvo. Největšího rozmachu v armádě se dočkaly trenčkoty za druhé světové války, kdy se jejich použití rozšířilo i mezi další armády, příkladmo ruskou, francouzskou, americkou. Trenčkot byl běžně používán jako ochrana proti větru, případně proti dešti.
Anglický název (doslova kabát do zákopů) indikuje jak jeho vojenskou historii, tak skutečnost, že se jedná o kabát do nepohody. Od 60. let 20. století se dostal i do ženského šatníku, přičemž s různými obměnami se jednalo o módní hit. Neodmyslitelně k němu patří pásek, často s výraznou sponou, jež bývá nošen utažený, aby zdůrazňoval figuru. Přestože existují trenčkoty všech barev, typické jsou tlumené barvy: šedá, zelenkavá, khaki.

## Trenčkot ve filmu a TV
Jako módní doplněk se objevil v mnoha filmech a u některých se stal dokonce jejich nedílnou součástí: V seriálu Doctor Who (Pán času) nosí trenčkot mnoho postav... včetně Válečného Doktora (hrán Johnem Hurtem), Osmého Doktora (hrán Paulem McGannem), Desátého Doktora (hrán Davidem Tennantem), Třináctého Doktora (hrána Jodie Whittakerovou) a dalších. Kapitán Jack Harkness nosil trenčkot v bravě navy blue v seriálech Doctor Who a Torchwood.
| Film                     | Rok vzniku | Poznámky |
| ------------------------ | ---------- | --- |
| Casablanca               | 1942       | Rick Blaine ztvárněný Humphrey Bogartem ve filmu oblékl trenčkot od Aquascutum.                                           |
| Snídaně u Tiffanyho      | 1961       | Audrey Hepburnová a George Peppard ve filmu obléknou trenčkoty od Burberryho.                                             |
| Růžový panter            | 1963       | Peter Sellers nosí taktéž legendární trenčkot.                                                                            |
| Paraplíčka ze Cherbourgu | 1964       | Catherine Deneuve i Nino Castelnuovo nosí trenčkoty od Burberryho.                                                        |
| Kramerová versus Kramer  | 1979       | Ted Kramer ztvárněný Dustinem Hoffmanem vypráví historku o legendárním trenčkotu od Burberryho, který ve filmu také nosí. |
| Černá zmije              | 1989       | Během IV. série odehrávající se za první světové války.                                                                   |